# Nana (Häuptling)

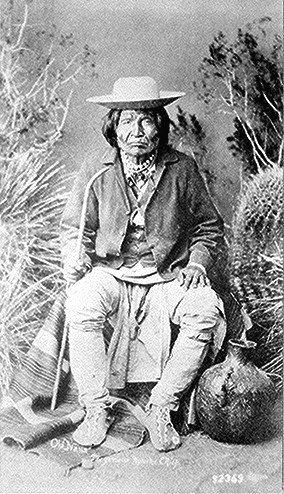
Nana, der greise Apachenhäuptling

Nana (span-mexikan.: „Großmutter“) oder Haškɛnadɨltla („Wütend, Er ist aufgebracht/wütend“), auch Kas-tziden („Gebrochener Fuß“); * um 1800; † 1894 in Fort Sill, Oklahoma, war Häuptling (Nantan) der Chihenne-Gruppe der Chiricahua-Apachen. Die Chihenne („rot bemaltes Volk“) werden allgemein zusammen mit den benachbarten Bedonkohe-Apachen als östliche Chiricahua bezeichnet.

## Leben

### Mangas Coloradas und Victorio
Nana beteiligte sich an allen Kriegen und Raubzügen der Bedonkohe unter Mangas Coloradas und der Chihenne unter Victorio. In Mexiko unternahm er zudem oft gemeinsame Unternehmungen mit den Nednhi unter Juh und Natiza gegen die Mexikaner.
In den 1850er und 1860er zählte er zusammen mit Delgadito, Cuchillo Negro, Ponce, Loco (span: „verrückt“) und Victorio zu den bekanntesten Bandenführern der Bedonkohe und Chihenne. Nachdem Mangas Coloradas 1863 verräterisch umgebracht worden war und Ponce, Cuchillo Negro und Delgadito umgekommen waren, übernahm Victorio die Führung der Chihenne, denen sich die führerlosen Bedonkohe anschlossen. Nana, obwohl mindestens 20 Jahre älter als Victorio, heiratete dessen Tochter und festigte durch diese Heirat seine Position als Unterführer Victorios.
Nach mehreren vergeblichen Versuchen, friedlich in einem Reservat in ihrem eigenen Land zu leben, gaben Victorio und Nana auf und kämpften wieder gegen Amerikaner und Mexikaner. Den Bedonkohe und Chihenne schlossen sich noch mehr als 80 Krieger der Mescalero-Apachen unter ihrem alten Häuptling Caballero an sowie manche Comanche der Südlichen Great Plains. Victorio verfügte somit über ca. 200 Krieger.
Nach kühnen Kriegszügen nach New Mexico und Texas, wo die Krieger plünderten, töteten und folterten, zogen sie sich immer wieder in ihre sicheren Stützpunkte in Mexiko zurück. 2000 amerikanische Soldaten, 2000 mexikanische Soldaten, Hunderte von Freiwilligen sowie mehrere Indianer-Hilfstruppen der Tarahumara, Pima und die berühmten Chiricahua-Scouts jagten die Apachen erbarmungslos. Am 14. Oktober 1880 wurde Victorio bei Tres Castillos in Chihuahua gestellt und zusammen mit 78 Apachen, die meisten darunter Krieger, getötet. 68 Frauen und Kinder wurden von den Mexikanern gefangen genommen und in Mexiko in die Sklaverei verkauft.

### Nana’s Raid
Nur Nana war mit ca. 30 Kriegern entkommen, da er sich gerade auf einem Erkundungsritt befand. Nach dem Tod von Victorio übernahmen mehrere angesehene Krieger wie Fun (auch Yiy-gholl, Yiy-zholl), Ka-ya-ten-nae (Kadhateni, Kieta – „Fights Without Arrows“, „Cartridges All Gone“) neben Nana, Loco, Mangas, Geronimo, Juh und Naiche die Führung der Chihenne, Bedonkohe und der noch südlich der amerikanischen Grenze lebenden freien Chokonen und Nednhi-Banden.
Nana, jetzt schon fast 80-jährig (nach anderen Berichten fast 90-jährig), stellte eine neue Guerilla-Armee auf und warb dazu in den Reservationen herumlungernde Krieger. Seinen 30 Kriegern schlossen sich so 15 Chokonen und 12 Mescalero-Krieger an. In knapp einem Monat schlug Nana acht Schlachten, tötete zwischen 30 und 40 Amerikaner, mindestens genauso viele Mexikaner, erbeutete über 200 Pferde als Ersatz von 100 zu Tode gerittenen und floh anschließend zurück nach Mexiko. Dabei entkam er mit seinen anfangs nur 15 Kriegern mehr als 1000 Soldaten, nicht gerechnet den drei- oder vierhundert Freiwilligen. (Wellman)

### Die letzten freien Tage
Im Mai 1883 ergab sich Nana und zog mit 374 Apachen, meistens Chihenne und Bedonkohe, in die San Carlos Reservation. Da in San Carlos teilweise Feinde der Chiricahua-Gruppe wie zum Beispiel die Cibecue-Apachen und San Carlos-Apachen lebten, hielten es Nana, Geronimo, Mangas und Chihuahua nicht lange aus und brachen im Mai 1885 nach heftigem Tiswin-Genuss mit 92 Frauen und Kindern, 8 Jungen und 30 Kriegern zum letzten Mal aus.
Nochmals lebten die Krieger und ihre Familien das freie Leben ihrer Vorfahren. Doch die Zeit war gegen die Apachen. Im Frühjahr 1886 ergab sich Nana zusammen mit 8 Kriegern ein letztes Mal und lebte seitdem in Frieden. 1894 starb er in Fort Sill, Oklahoma.

## Bedeutung
Nana ist einzigartig unter den Kriegshäuptlingen. In einem Alter, in dem man das Kämpfen meist den Jüngeren überließ, besaß er eine Zähigkeit, Ausdauer, Kühnheit und Grausamkeit, die einen Apachen-Krieger auszeichnete. Nana war halbblind, gekrümmt von Gicht und zog den Fuß hinterher, saß er aber einmal im Sattel, so ritt er „wie der Teufel“. Nana war der letzte große, freie Führer (Nantan) der Chihenne.
| Personendaten    | Personendaten                                                 |
| ---------------- | ------------------------------------------------------------- |
| NAME             | Nana                                                          |
| ALTERNATIVNAMEN  | Haskenadilta; Kas-tziden                                      |
| KURZBESCHREIBUNG | Häuptling (Nantan) der Chihenne-Gruppe der Chiricahua-Apachen |
| GEBURTSDATUM     | um 1800                                                       |
| STERBEDATUM      | 1894                                                          |
| STERBEORT        | Fort Sill, Oklahoma                                           |